# Tích sinh đằng
Tích sinh đằng, còn gọi là dây hồ đằng, sâm nam, sương sâm, mối tròn, tiết dê (lông) (tên khoa học: Cissampelos pareira) là một loài thực vật có hoa trong họ Biển bức cát. Loài này được L. mô tả khoa học đầu tiên năm 1753.

## Hình ảnh

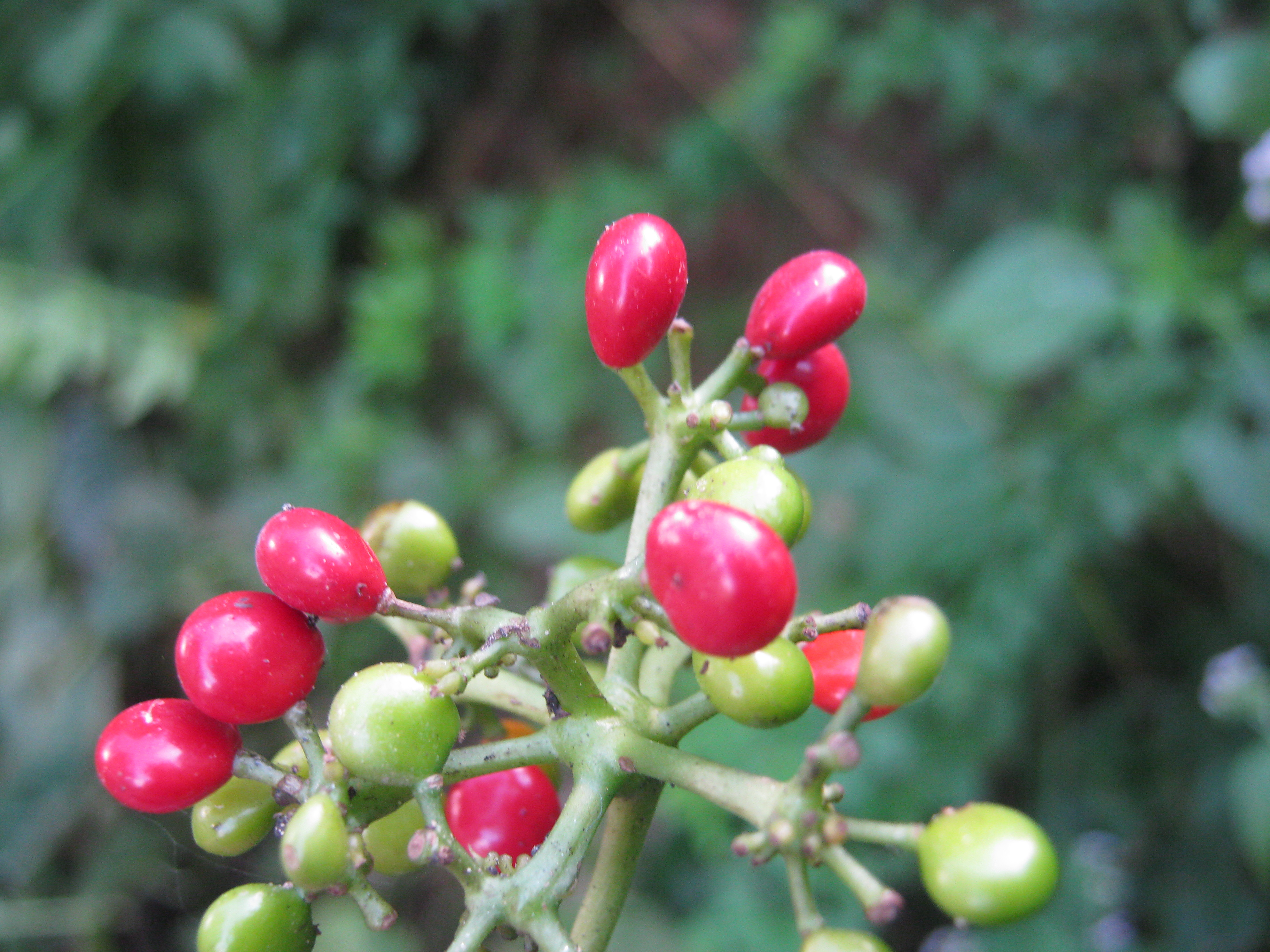
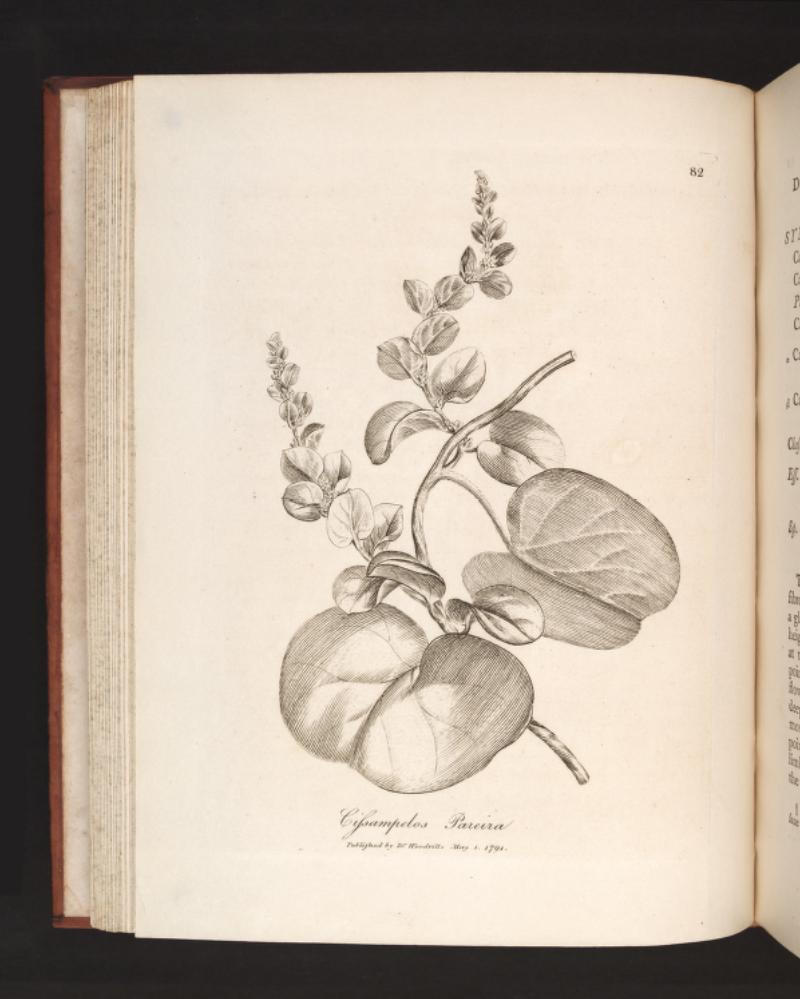
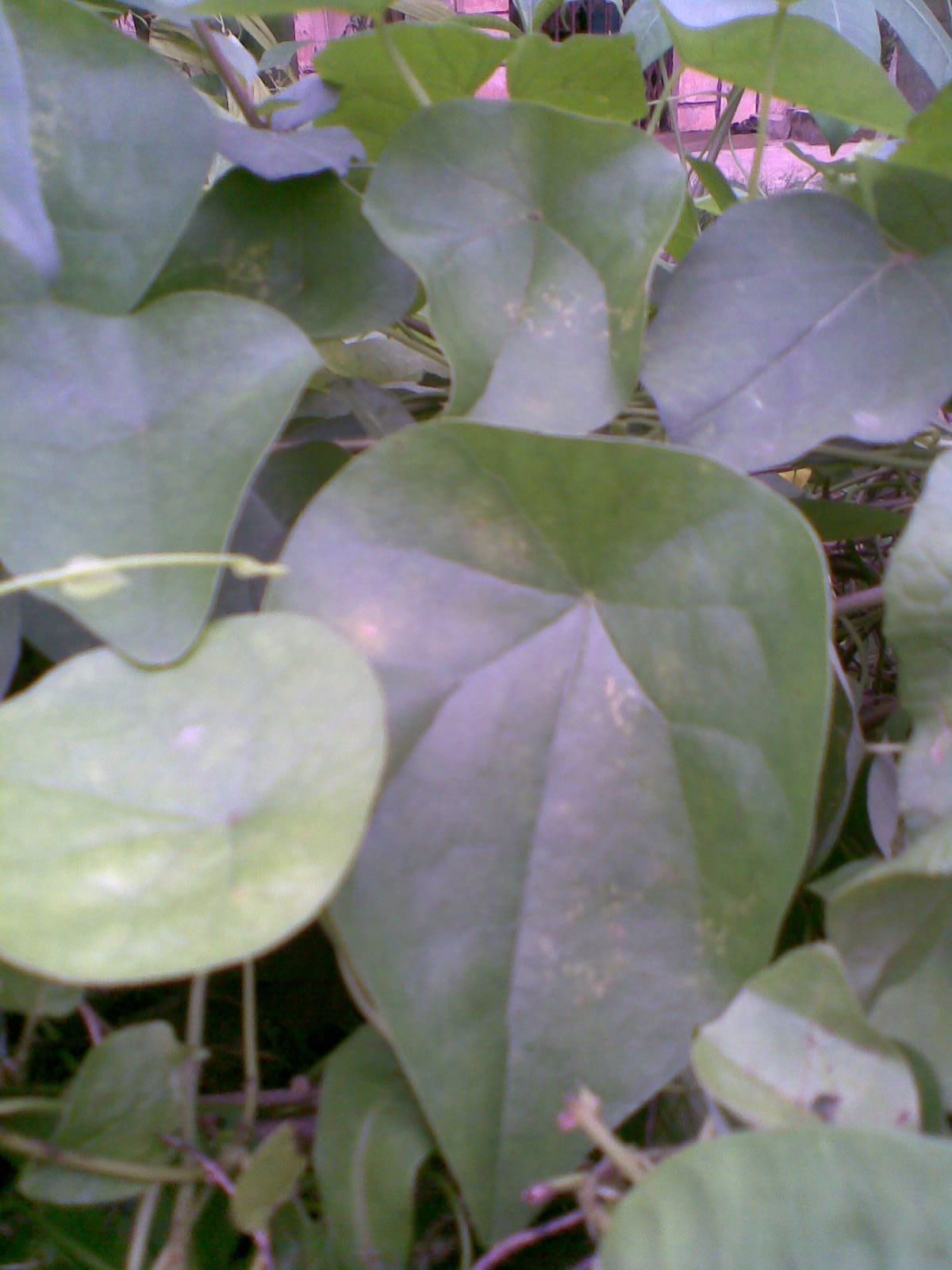
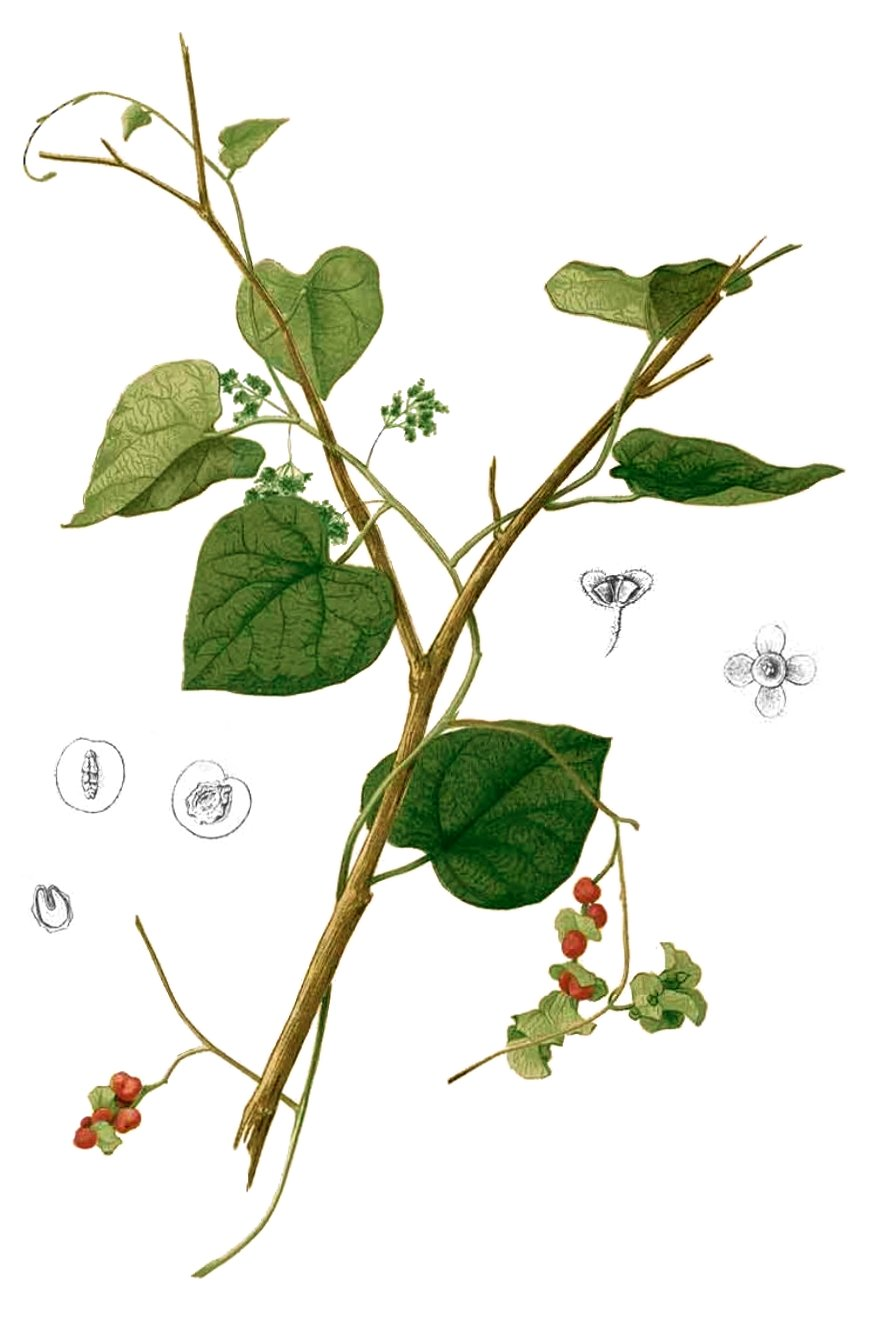